# 신대륙 작물

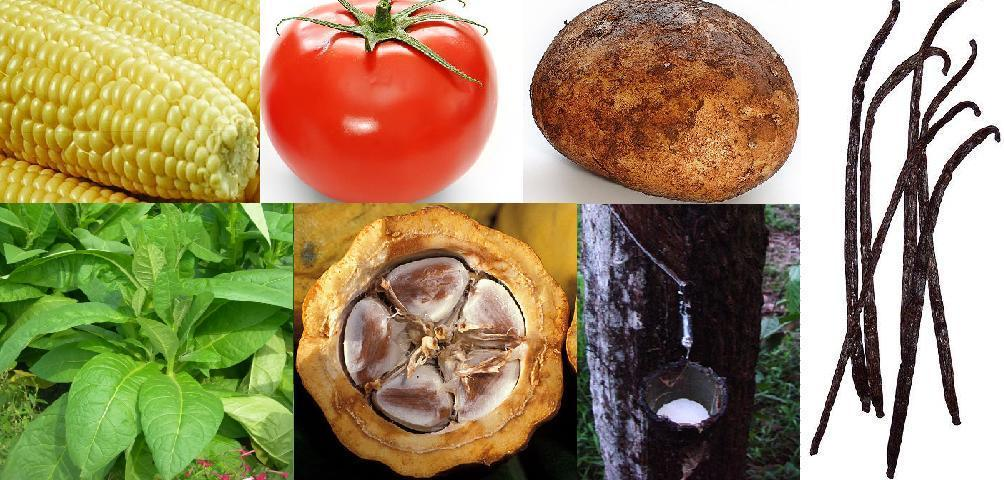
신대륙 작물: 좌상단부터 시계방향순 1. 옥수수 2. 토마토 3. 감자 4. 바닐라 5. 파라고무나무 6. 카카오 7. 담배

신대륙 작물(新大陸作物) 또는 신세계 작물(新世界作物)은 1492년 이전에는 구세계에서 발견되지 않았던, 신대륙(주로 아메리카)이 원산지인 농작물을 가리키는 말이다.
| 곡류      | 메이그래스, 옥수수, 좀보리풀, 줄 |
| 아곡류    | 비름, 퀴노아, 치아, 해바라기 |
| 과일·열매 | 고추, 구아바, 그라비올라, 딸기, 룰로, 블루베리, 뽀뽀, 사포테, 선인장, 슈가애플, 아보카도, 아사이, 아세롤라, 용과, 자부치카바, 주루베바, 체리모야, 캐슈, 쿠루바, 크랜베리, 토마토, 토마티요, 투쿰, 파인애플, 파인애플구아바, 파파야, 패션프루트, 피탕가, 허클베리 |
| 박류      | 차요테, 호박 |
| 콩류      | 감자콩, 강낭콩, 땅콩, 리마콩, 붉은강낭콩, 테파리콩, 통카콩 |
| 견과류    | 브라질넛, 아라우카리아, 캐슈넛, 피칸, 흑호두, 히커리넛 |
| 뿌리채소  | 감자, 고구마, 뚱딴지, 레렌, 마슈아, 아라카차, 아피오스, 야콘, 우카, 울류쿠, 카사바, 콩감자 |
| 섬유작물  | 목화, 용설란, 유카 |
| 기타      | 과라나, 담배, 마테, 바닐라, 치클, 카카오, 코카, 칸나 |

## 같이 보기
- 콜럼버스의 교환